# بامباكشات
بامباكاشات (بالأرمنية: Բամբակաշատ) وتعني "وفرة القطن". هي قرية تقع في مقاطعة أرمافير في أرمينيا.
تم بناء كنيسة السيدة العذراء مريم في بامباكاشات بين عامي 1901 و1914، لتحل محل كنيسة خشبية تعود إلى القرن السابع عشر. وقد تم تكريس الكنيسة من قبل الكاثوليكوس مكرتش خريميان في عام 1914. خلال الحقبة السوفيتية، استُخدمت الكنيسة كمخزن للمواد الكيميائية. وفي عام 1987، أعيد افتتاحها بفضل جهود الكاثوليكوس فازجين الأول. وقد خضعت الكنيسة لعملية ترميم كاملة في عام 1991، وأصبحت مقرًا لأبرشية أرمافير في 30 أيار 1996. وكانت الكنيسة مقرًا لأبرشية أرمافير التابعة للكنيسة الرسولية الأرمنية، قبل أن تنتقل الأبرشية إلى كنيسة والدة الإله المقدسة في فاغارشابات.

## الناس
- آرا فاردانيان، الحائز على الميدالية الفضية في بطولة العالم لرفع الأثقال عام 1998، ينحدر من هذه القرية.